# Милко Божков
Милко Божков е български живописец и график.

## Биография
Роден е на 3 март 1953 година във великотърновското село Ресен. През 1972 година се дипломира от Художествената гимназия в София. През 1978 година завършва Висшия институт за изобразително изкуство „Николай Павлович“, в класа по „Живопис“ на Добри Добрев.
Участник е в над 80 самостоятелни изложби. Излага самостоятелно творби в Австрия, България, Германия, Люксембург, Полша, Русия, Франция, Холандия, Чехия и Швеция. Участва в над 100 общи художествени изложби за живопис или графика в България и в чужбина.
Негови творби са притежание на Библиотеката на Конгреса в САЩ, Националната библиотека на Франция, Чешката национална галерия и частни колекции в чужбина.
Носител е на награди за живопис, сред тях са Национална награда за живопис „Захари Зограф“ (2002) и Годишна национална награда за живопис „Владимир Димитов – Майстора“ (два пъти).
През май 2016 г. е отличен с орден „Св. св. Кирил и Методий“ – първа степен.
Член е на Съюза на българските художници.